# Jean Baptiste Pierre André Amar
Jean Baptiste Pierre André Amar (11. května 1755, Grenoble – 21. prosince 1816, Paříž) byl francouzský politik v době Velké francouzské revoluce.

## Biografie
Narodil se v bohaté rodině obchodníků s látkami v Grenoblu roku 1755. Nejprve působil jako advokát v Grenoblu. Roku 1790 byl zvolen do Zákonodárného národního shromáždění, kde se připojil k Hoře. Byl přívržencem Maxmeliena Robespierra. Později byl zvolen předsedou národního shromáždění. Roku 1792 hlasoval pro smrt krále a po rozpuštění Národního shromáždění se stal se poslancem Národního konventu. Hrál zásadní roli v přijetí zákona levée en masse a svržení girondistů. Stal se členem Výboru pro všeobecnou bezpečnost, kde zůstal až do pádu jakobínské diktatury roku 1794, na které se zásadně podílel ale i přesto napomohl k jejímu svržení. Po potlačení lidového povstání Pařížanů roku 1795 byl načas zatčen. Za účast v Babeufově Spiknutí rovných byl vězněn, posléze mu byl zakázán pobyt v Paříži. Za vlády Napoleona se směl do Paříže vrátit. Nadále žil v ústraní a stal se stoupencem díla švédského mystika E. Swedenborga. Zemřel roku 1816 v Paříži.